# لیزا شاپیرو
لیزا سی شاپیرو (به انگلیسی: Lisa C. Shapiro) (متولد ۱۹۶۷) فیلسوف آمریکایی و کانادایی، استاد و رئیس دانشکده هنر در دانشگاه مک گیل است. او به دلیل تخصصش در فلسفه مدرن اولیه شناخته شده است.

## کتاب‌ها
- Pleasure: A History (ed.), Oxford University Press, 2018
- Emotion and Cognitive Life in Medieval and Early Modern Philosophy, edited with Martin Pickavé, Oxford University Press, 2012
- The correspondence between Elisabeth, Princess of Bohemia and Descartes, University of Chicago Press, 2007